# Chrysiptera starcki
Chrysiptera starcki es una especie de peces de la familia Pomacentridae en el orden de los Perciformes.

## Morfología
Los machos pueden llegar alcanzar los 7 cm de longitud total.

## Hábitat
Es un pez de mar.

## Distribución geográfica
Se encuentra desde las Islas Ryukyu hasta Taiwán, y desde Queensland (Australia) hasta Nueva Caledonia y Tonga.